# Mahbubur Rob Sadi
Dewan Mahbubur Rob Sadi Chaudhuri (bengalisch দেওয়ান মাহবুবুর রব সাদী চৌধুরী; geb. 10. Mai 1942; gest. 17. Oktober 2016) war ein Veteran des Bangladesch-Krieges 1971 und Kriegsheld der unter dem Sektorenkommandeur Chitta Ranjan Dutta (Maj Gen C. R. Datta) tapfer den Jalalpur Sub-Sector (Sector 4) als Kommandant der Mukti Bahini (Bangladesh Liberation Army, bengali: মুক্তি বাহিনী) verteidigte. Sadi erhielt am 15. Dezember 1973 die Auszeichnung Bir Protik (begali: বীর প্রতীক; Symbol des Mutes) für Tapferkeit. Er wurde 1979 ins Parlament gewählt. Neben seinem Engagement als Freiheitskämpfer und Politiker war Sadi auch Sänger, Dichter, Kolumnist und Songwriter. Er war Kolumnist für die Daily Manab Zamin und seine Artikel und Briefe erschienen in verschiedenen nationalen und internationalen Zeitschriften und Magazinen wie The Economist, The Daily Star, The Daily Ittefaq und Prothom Alo. Er war Executive Director der Delta Life Insurance Company Ltd und gründete später die gesellschaftspolitische Organisation Center for Democratic Practice, die sich der Förderung der Demokratie sowie des nationalen Bewusstseins und Konsenses in Bangladesch widmet.

## Leben

### Jugend
Sadi wurde am 10. Mai 1942 in Nabiganj Upazila, Distrikt Habiganj, Sylhet, als jüngster Sohn von Dewan Mohammad Mamun Chowdhury und Syeda Zebunnessa Chaudhurani geboren. Er war ein abenteuerlustiger Typ und verbrachte viel Zeit damit, mit seinen Kameraden durch das Dorf zu wandern und sich um die Angelegenheiten anderer Leute zu kümmern. Sadi war besser bekannt als der barmherzige Samariter, der den Kranken und Armen zur Seite stand. Sein Vater war immer besorgt über die Nachricht, dass sein Sohn Bäume oder Land verkaufte, um jemandem zu helfen.
Sadi machte 1961 seinen Abschluss an der JK & HK High School in Habiganj. Während seiner Studienzeit wurde er zum Kultursekretär der Studentenvereinigung des Chittagong City College gewählt. Im folgenden Jahr schrieb er sich am Moulovibazar Government College ein und wurde dort zum Generalsekretär der Studentenvereinigung gewählt. Sadi trat 1962 der Bangladesh Chhatra League bei und schließlich der Awami-Liga (1963–1972).

## Bangladeschkrieg 1971
Als der Bangladeschkrieg begann erhielt Sadi eine Ausbildung bei der Border Security Force (BSF) in Khawai in Tripura (Indien). Anschließend sollte er zur Ausbildung bei der indischen Armee in Meghalaya (Indien) ausgebildet werden. Der Kommandant des Trainingslagers, Brigadegeneral Watke, war von seiner Furchtlosigkeit und Tapferkeit beeindruckt und bot Sadi eine Stelle bei den Streitkräften an. Aber Sadi wollte nur für die Freiheit seines Vaterlandes kämpfen. Als der Brigadegeneral fragte: „Ich gebe Ihnen ein Gewehr, damit Sie einen Feind töten können, aber wollen Sie nichts für sich selbst?“, antwortete Sadi: „Geben Sie mir mehr Gewehre, und ich werde mehr Feinde töten!“ (When the Brigadier asked, „I will give you one rifle to kill an enemy, but don’t you want anything for yourself?“ Sadi replied, „Give me more rifles and I will kill more enemies!“) Daraufhin ernannte der Vorgesetzte Sadi zum Untersektorkommandeur (Sektor 4) in Sylhet. Er war einer der wenigen Kommandeure in der gesamten Befreiungsarmee, die von außerhalb der Streitkräfte ernannt wurden.

### Nachkriegszeit
Unmittelbar nach der Befreiung wurde Sadi von der fragilen Regierung des neugegründeten Landes zum Ehrenkommandeur der Shanti Rakkhi Bahini in Sylhet ernannt, um Recht und Ordnung wiederherzustellen und den Frieden zu wahren. Unter seiner Führung wurde Sylhet zu einem der ersten Bezirke nach dem Krieg, in welchem Plünderungen und Unruhen unter Kontrolle gebracht worden sind.

### Symbol für Tapferkeit und Mut
Am 15. Dezember 1973 wurde Sadi mit der militärischen Bir-Protik-Auszeichnung geehrt. Er war wahrscheinlich der einzige Veteran, der die Medaille aus Protest gegen Parteilichkeit öffentlich ablehnte. Er war der festen Überzeugung, dass auch viele nichtmilitärische (zivile) Kriegsbeteiligte den Bir-Sreshtho-Tapferkeitspreis verdienten, die höchste Tapferkeitsauszeichnung Bangladeschs. Aus Anerkennung des beispiellosen Beitrags der unbemerkt gebliebenen Landsleute nahm Sadi seine eigene Medaille nie entgegen. Als Kriegsheld inspirierte er sein Land erneut durch seinen Patriotismus.

## Politische Karriere
Sadi war aktives Mitglied der Studentenvereinigung der Awami-Liga während Scheich Mujibur Rahmans Forderung nach Unabhängigkeit von Pakistan. Sein reges Interesse an Politik ließ ihn die Bemühungen der Awami-Liga für die Rechte der Bengalen in Bangladesch während der pakistanischen Herrschaft schätzen und während seiner Schulzeit gründete er die Dinarpur Krishak Pragati Shangha, um für die Rechte der Bauerngemeinschaft von Bangladesch zu kämpfen.
Sadi schloss sich 1962 der Bangladesh Chhatra League und später der Bangladesh Awami League (1963–1972). Als Student wirkte er an der Ausbreitung der Chhatra League in der Region Sylhet mit. Nach der Befreiung war er einer der führenden Mitglieder der Chhatra League, die an der Bildung der Jatiyo Samajtantrik Dal (JaSad) beteiligt waren.
1972 beteiligte sich Mahbubur Rob Sadi als linker Kommandant zusammen mit sozialistischen politischen Aktivisten, Militäroffizieren und hochrangigen Studentenführern, die der Awami-Liga nahestanden, an der Gründung der Jatiyo Samajtantrik Dal. Er war Mitglied des Zentralkomitees und wurde 1979 zum Abgeordneten gewählt. Widersprüchliche Ideologien zwangen Sadi schließlich dazu, sich von der Partei zu trennen. Sadi hatte sich den Ruf eines Mannes mit hohen Prinzipien und bedingungsloser Ehrlichkeit erworben. Oftmals wurde er von den amtierenden Regierungen aufgefordert, prestigeträchtige Ämter zu übernehmen, aber er war nicht derjenige, der seinen Ruf und seine Anerkennung ausnutzte.
In späteren Jahren gründete Sadi die gesellschaftspolitische Organisation Centre for Democratic Practice, die sich der Förderung der Demokratie, des nationalen Bewusstseins und Konsenses in Bangladesch widmete.

## Familie
Sadi war der jüngste Enkel von Khan Bahadur Dewan Mohammad Wasil Chaudhuri, dessen Ehrentitel vom Britisch-Indischen Kaiserreich Britisch-Indien in Anerkennung seiner Dienste für die Öffentlichkeit verliehen worden waren.
Sein Vater Dewan Mohammad Mamun Chowdhury war Zamindar in Sylhet. Als aufrechter Unterstützer eines freien Bangladesch unterstützte er seinen Sohn ideell. Im Krieg wurde Sadis Vater vom pakistanischen Militär aufgrund der Aktivitäten seines Sohnes verhört, aber nach drei Tagen der Folter wieder freigelassen.
Sadis älterer Bruder Shegufta Bakht Chaudhuri war Chief Controller of Import-Export in Ostpakistan und West-Pakistan vor der Unabhängigkeit Bangladeschs. Nach der Unabhängigkeit wurde Chaudhuri Gouverneur der Bangladesh Bank (1987–1992) und arbeitete als Berater des Caretaker Government of Bangladesh (বাংলাদেশের তত্ত্বাবধায়ক সরকার, 2001).
Sadis Onkel mütterlicherseits Dr. Syed Mujtaba Ali, ein bekannter bengalischer Gelehrter, Autor, Akademiker und Linguist, war eines seiner Vorbilder. In einer Rede beim Sylhet Muslim Sahitya Sangsad am 30. November 1947, nur dreieinhalb Monate nach der Teilung Indiens war Syed Mujtaba Ali einer der ersten, der forderte die Bengalische Sprache (Bangla) zur offiziellen Sprache in Ostpakistan zu machen.
Sadi und seine Frau Tajkera Sadi waren 33 Jare lang glücklich verheiratet bis zum Tod von Tajkera am 24. Dezember 2012. Mrs. Sadi war die Nichte von Mizanur Rahman Chowdhury, dem früheren Prime Minister von Bangladesch (1986–1988).

## Tod
Sadi verstarb am 17. Oktober 2016 im United Hospital, Dhaka.